# The Man Who Wouldn't Die
The Man Who Wouldn’t Die è un film statunitense del 1942 diretto da Herbert I. Leeds.

## Trama
Nottetempo, tre uomini escono dal portone d'ingresso di una villa, presso il quale sta una donna, e caricano in auto un cadavere, che portano alla sepoltura scavando una fossa nella terra. Quando i tre ripartono, si nota nelle vicinanze il volto di un uomo che ha assistito alla sepoltura.
Alla villa, prima che i tre uomini facciano ritorno, arriva Kay, la figlia di Wolf, che incontra l'imbarazzata donna (Anne, la seconda moglie di Wolf): quando i tre rientrano Kay annunzia di essersi sposata, e che attende il marito, Robert Blake, alla villa, per l'indomani. Kay si ritira in camera sua, telefona al marito e apprende che egli, contrariamente agli accordi, non potrà raggiungerla che dopo qualche giorno. Quando Kay è a letto, compare in camera sua un uomo che tenta di ucciderla esplodendo dei colpi di pistola, ma senza andare a segno.
Gli abitanti della villa non danno credito al racconto di Kay del tentato omicidio, poiché Wolf, in quel momento sottoposto ad un'indagine governativa in merito ad alcuni suoi affari non meglio specificati, non gradisce l'interferenza della polizia, e cercano di convincerla che si sia trattato di una illusione, facendole notare che non si trovano i bossoli dei supposti colpi di pistola. La notte stessa Wolf, accorso in camera della figlia, nota per terra una zolla di terreno simile a quello nel quale era stato seppellito il cadavere: gli uomini tornano dunque sul luogo della sepoltura per scoprire che la fossa è spalancata, e il cadavere sparito.
L'indomani Kay chiama alla villa lo spiantato investigatore privato Mike Shaney, e lo spaccia per il marito. Kay e Shaney compiono qualche passo avanti nella risoluzione del mistero: scoprono i bossoli e si introducono nel laboratorio che il dottor Haggard ha nella villa, sede di misteriosi esperimenti volti a prolungare la vita dell'anziano Wolf, e nel quale rinvengono anche una confezione di proiettili.
Qualche tempo dopo, un uomo si introduce nella villa e uccide, sparandogli, il dottor Haggard. Questa volta interviene la polizia, e si sviluppa un inseguimento automobilistico, a seguito del quale l’assassino è soggetto ad un incidente, e viene trovato, privo di respiro, vicino all’auto in fiamme, dall’ispettore e da Shaney.
Il quale, tuttavia, consultato un suo amico illusionista, viene a sapere delle particolari doti di un altro illusionista, Zorah Bey, specializzato in numeri di morte apparente, durante i quali riesce a trattenere il respiro per lunghissimo tempo, al punto di farsi seppellire e di ritornare in superficie dopo parecchio tempo, vivo e vegeto. Anche questa volta, infatti, il cosiddetto cadavere dell'assassino, Zorah Bey, sparisce dall'obitorio, sotto gli occhi dell'ispettore di polizia.
L'investigatore Shaney riesce a chiarire il mistero: Zorah Bey era stato il primo marito di Anne Wolf, che, poiché lo si aveva in passato dato per disperso, si era sentita libera di sposare Wolf. Ma Zorah Bey si era rifatto vivo, ricattando Anne. Il tentato omicidio di Kay era causato da uno scambio di persona e l'interramento di Zorah Bay era dovuto al fatto che il suo rivale Haggard lo aveva dichiarato morto.